# Harro Heuser
Harro Heuser (* 26. Dezember 1927 in Nastätten; † 21. Februar 2011 in Bingen) war ein deutscher Mathematiker. Er ist vor allem für sein zweibändiges Lehrbuch zur Analysis bekannt, das sich zu einem Standardwerk entwickelt hat.
Harro Heuser studierte von 1948 bis 1954 Mathematik und Physik an der Universität Tübingen und schloss sein Studium mit dem Staatsexamen ab. Anschließend wurde er 1957 in Tübingen mit einer Arbeit über Operatoren mit endlichen Defekten bei Helmut Wielandt promoviert. 1962 erfolgte die Habilitation an der Universität Karlsruhe. Im darauffolgenden Jahr wurde er Professor an der Pädagogischen Hochschule Kiel (heute Teil der Universität Kiel), 1964 Wissenschaftlicher Rat und außerplanmäßiger Professor an der Universität Mainz und arbeitete dort bis zum Frühjahr 1969. Im Jahre 1968 wurde er zum ordentlichen Professor an der Universität Karlsruhe berufen. Er trat die Stelle im Frühjahr 1969 an und arbeitete dort bis zu seiner Emeritierung 1996. Harro Heuser absolvierte außerdem Gastprofessuren in den USA, Kolumbien, Kanada und Italien.
Insbesondere nach seiner Emeritierung schrieb Harro Heuser auch populärwissenschaftliche Bücher, in denen er sich vor allem mit kulturgeschichtlichen Aspekten der Mathematik und Physik – insbesondere der Ideengeschichte – auseinandersetzte. Auch seine Lehrbücher zeichnen sich durch ausführliche historische Anmerkungen aus.

## Familie
Seine Tochter ist die Psychologin und Medizinerin Isabella Heuser-Collier, die an der Charité Berlin tätig war.

## Schriften
- Mit Heinz Günther Tillmann als Herausgeber: Funkkolleg Mathematik. Eine Einführung in 2 Bänden. Fischer-Taschenbuch-Verlag, Frankfurt am Main 1974, ISBN 3-436-01416-8.
- Funktionalanalysis. Theorie und Anwendung. Teubner, Wiesbaden 1975 (4. durchgesehene Auflage. ebenda 2006, ISBN 3-8351-0026-2).
- Lehrbuch der Analysis. Teil 1. Vieweg + Teubner, Wiesbaden 1980, ISBN 3-519-02221-4 (17. aktualisierte Auflage. ebenda 2009, ISBN 978-3-8348-0777-9).
- Lehrbuch der Analysis. Teil 2. Vieweg + Teubner, Wiesbaden 1981, ISBN 3-519-02222-2 (14. aktualisierte Auflage. ebenda 2008, ISBN 978-3-8351-0208-8).
- Mit Hellmuth Wolf: Algebra, Funktionalanalysis und Codierung. Eine Einführung für Ingenieure. Teubner, Stuttgart 1986, ISBN 3-519-02954-5.
- Gewöhnliche Differentialgleichungen. Einführung in Lehre und Gebrauch. Teubner, Stuttgart 1989, ISBN 3-519-02227-3 (6. aktualisierte Auflage. Vieweg + Teubner, Stuttgart 2009, ISBN 978-3-8348-0705-2).
- Als die Götter lachen lernten. Griechische Denker verändern die Welt. Piper, München u. a. 1992, ISBN 3-492-03495-0 (Ungekürzte Taschenbuchausgabe, 2. Auflage. Piper, München u. a. 1997, ISBN 3-492-22328-1 (= Serie Piper 2328)).
- Die Magie der Zahlen. Von einer seltsamen Lust, die Welt zu ordnen (= Herder-Spektrum 5439). Herder, Freiburg (Breisgau) u. a. 2003, ISBN 3-451-05439-6.
- Der Physiker Gottes. Isaac Newton oder Die Revolution des Denkens (= Herder-Spektrum 5591). Herder, Freiburg (Breisgau) u. a. 2005, ISBN 3-451-05591-0.
- Unendlichkeiten. Nachrichten aus dem Grand Canyon des Geistes. Teubner, Wiesbaden 2008, ISBN 978-3-8351-0119-7.